# كيفن سميث (لاعب كرة قدم مواليد 1969)
كيفن سميث (بالإنجليزية: Kevin Smith)‏ هو لاعب كرة قدم ولاعب كرة قدم أمريكية أمريكي في مركز طرف ضيق ‏، ولد في 25 يوليو 1969 في بيكرسفيلد في الولايات المتحدة. لعب مع غرين باي باكرز.

## وصلات خارجية
- كيفن سميث على موقع مرجع كرة القدم المحترفة.كوم (الإنجليزية)